# Miss Franco Condado
Miss Franco Condado es un concurso de belleza francés que selecciona una representante de la región del Franco Condado para el concurso nacional Miss Francia. Mujeres que representan la región con varios títulos diferentes han competido en Miss Francia desde 1926, aunque el título de Miss Franco Condado no se utilizó regularmente hasta 1974.
La actual Miss Franco Condado es Manon Le Maou, quien fue coronada Miss Franco Condado 2024 el 21 de septiembre de 2024. Dos mujeres de Franco Condado han sido coronadas Miss Francia:
- Roberte Cusey, coronada Miss Francia 1927, compitiendo como Miss Jura
- Patricia Barzyk, quien fue coronada Miss Francia 1980, compitiendo como Miss Jura, tras la renuncia de la ganadora original.

## Resumen de resultados
- Ganadora de Miss Francia: Roberte Cusey (1926; Miss Jura)
- Primeras finalistas: Marina Crouet (1961); Dominique Pasquier (1969; Miss Jura); Patricia Barzyk (1979; Miss Jura; más tarde Miss Francia); Martine Phillips (1981)
- Segundas finalistas: Marlène Mourreau (1985); Élodie Couffin (2002); Lauralyne Demesmay (2018); Marion Navarro (2022)
- Terceras finalistas: Brigitte Vuillemin (1969); Ghislaine Bochard (1970; Miss Jura); Pascale Meotti (1988)
- Quinta finalista: Rolande Maroc (1980)
- Top 12/Top 15: Astrid Guillemin (1987); Karine Paulin (1990); Caroline Sery (2004); Camille Duban (2013)

## Galería

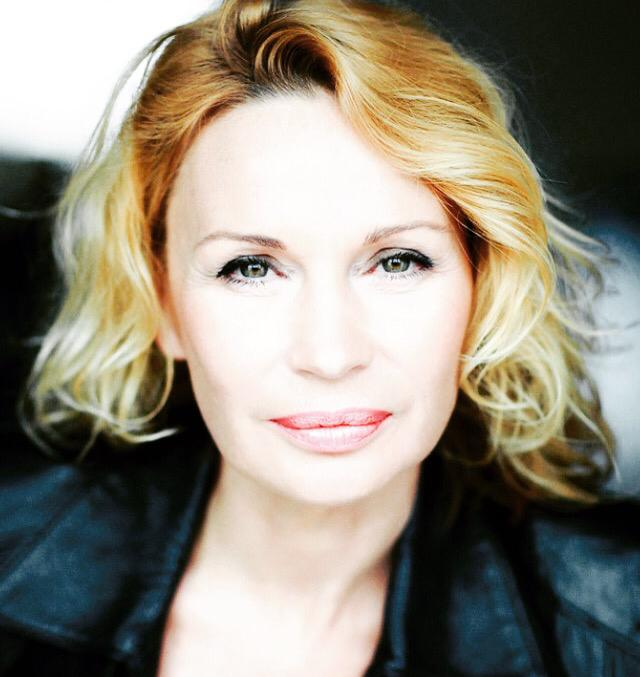
Miss Franco Condado 1985 Marlène Mourreau
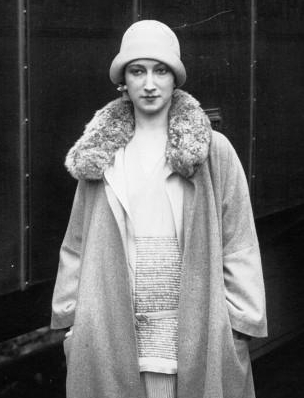
Miss Jura 1926 y Miss Francia 1927 Roberte Cusey

## Ganadoras
| Año  | Nombre                 | Edad | Altura          | Ciudad natal             | Posición en Miss Francia | Notas |
| ---- | ---------------------- | ---- | --------------- | ------------------------ | ------------------------ | --- |
| 2024 | Manon Le Maou          | 28   | 1,74 m (5′ 9″)  | Villers-Saint-Martin     |                          | |
| 2023 | Sonia Coutant          | 24   | 1,72 m (5′ 8″)  | Champagnole              |                          | |
| 2022 | Marion Navarro         | 19   | 1,73 m (5′ 8″)  | Baume-les-Dames          | Segunda finalista        | |
| 2021 | Julie Cretin           | 21   | 1,70 m (5′ 7″)  | Bouverans                |                          | |
| 2020 | Anastasia Salvi        | 23   | 1,70 m (5′ 7″)  | Mouthe                   | No compitió              | Salvi renunció dos días después de ganar el título, luego de que se supo que había participado en una sugerente sesión de fotos en el pasado. Fue reemplazada por Gandelin, su primera finalista. |
| 2020 | Coralie Gandelin       | 23   | 1,72 m (5′ 8″)  | La Chailleuse            |                          | Salvi renunció dos días después de ganar el título, luego de que se supo que había participado en una sugerente sesión de fotos en el pasado. Fue reemplazada por Gandelin, su primera finalista. |
| 2019 | Solène Bernardin       | 23   | 1,77 m (5′ 10″) | Granges-la-Ville         |                          | |
| 2018 | Lauralyne Demesmay     | 18   | 1,80 m (5′ 11″) | Devecey                  | Segunda finalista        | |
| 2017 | Mathilde Klinguer      | 22   | 1,77 m (5′ 10″) | Pont-de-Roide-Vermondans |                          | |
| 2016 | Mélissa Nourry         | 20   | 1,71 m (5′ 7″)  | Pirey                    |                          | |
| 2015 | Alizée Vannier         | 19   | 1,72 m (5′ 8″)  | Pelousey                 |                          | Vannier es hermana de Andréa Vannier, Miss Franco Condado 2011. |
| 2014 | Anne-Mathilde Cali     | 24   | 1,73 m (5′ 8″)  | Besançon                 |                          | |
| 2013 | Camille Duban          | 19   | 1,73 m (5′ 8″)  | Gray                     | Top 12                   | |
| 2012 | Charlène Michaut       | 24   | 1,72 m (5′ 8″)  | Allenjoie                |                          | |
| 2011 | Andréa Vannier         | 19   | 1,76 m (5′ 9″)  | Pelousey                 |                          | Vannier es hermana de Alizée Vannier, Miss Franco Condado 2015. |
| 2010 | Sabrina Halm           | 22   | 1,70 m (5′ 7″)  | Mathay                   |                          | |
| 2009 | Estelle Diop           | 19   | 1,80 m (5′ 11″) | Belfort                  |                          | |
| 2008 | Johanne Kervella       | 23   | 1,70 m (5′ 7″)  | Chalezeule               |                          | |
| 2007 | Laure Amourette        |      |                 | Laviron                  |                          | |
| 2006 | Noémie Marguet         | 19   | 1,72 m (5′ 8″)  | Saint-Vit                |                          | |
| 2005 | Magalie Thierry        | 18   | 1,78 m (5′ 10″) | Froideconche             |                          | Top 16 en Miss Tierra 2009 |
| 2004 | Caroline Sery          |      |                 | Montigny-lès-Vesoul      | Top 12                   | |
| 2003 | Élodie Serreau         |      |                 |                          |                          | |
| 2002 | Élodie Couffin         | 18   | 1,74 m (5′ 9″)  | Belfort                  | Segunda finalista        | Top 12 en Miss Internacional 2002 |
| 2001 | Anne-Laure Vouillot    |      |                 | Longeville               |                          | |
| 2000 | Laetitia Godard        |      |                 | Vaire-Arcier             |                          | |
| 1999 | Mélanie Ott            | 19   | 1,73 m (5′ 8″)  | Rigny                    |                          | |
| 1998 | Laetitia Creusot       | 20   | 1,81 m (5′ 11″) | Couthenans               |                          | |
| 1997 | Sabrina Barbeaux       | 19   | 1,70 m (5′ 7″)  |                          |                          | |
| 1996 | Delphine Pequignet     |      |                 | Belfort                  |                          | |
| 1995 | Maryline Gogniat       |      |                 | Bavans                   |                          | |
| 1994 | Delphine Petitjean     |      |                 | Le Pin                   |                          | |
| 1993 | Valérie Jeannin        |      |                 |                          |                          | |
| 1992 | Isabelle Chagnot       |      |                 |                          |                          | |
| 1991 | Sylvie Pentecôte-Coton |      |                 |                          |                          | |
| 1990 | Karine Paulin          |      |                 | Besançon                 | Top 12                   | |
| 1989 | Laurence Thierry       |      |                 |                          |                          | |
| 1988 | Pascale Meotti         |      |                 |                          | Tercera finalista        | Compitió en Miss Universo 1989 |
| 1987 | Astrid Guillemin       |      |                 |                          | Top 12                   | |
| 1986 | Catherine Peroni       |      |                 |                          |                          | |
| 1985 | Marlène Mourreau       | 16   |                 |                          | Segunda finalista        | |
| 1984 | Rachel Pardonnet       |      |                 |                          |                          | |
| 1983 | Isabelle Huttges       |      |                 | Cravanche                |                          | |
| 1982 | Laurence Dore          |      |                 |                          |                          | |
| 1981 | Martine Phillips       |      |                 | Audincourt               | Primera finalista        | |
| 1980 | Rolande Maroc          |      |                 |                          | Quinta finalista         | |
| 1979 | Catherine Guilleux     |      |                 |                          |                          | |
| 1978 | Andrée Ringenbach      |      |                 |                          |                          | |
| 1977 | Françoise Baysang      |      |                 |                          |                          | |
| 1976 | Jocelyne Mercier       |      |                 | Saint-Claude             |                          | |
| 1975 | Isabelle Crouvoissier  |      |                 |                          |                          | |
| 1974 | Annick Recroix         |      |                 |                          |                          | |
| 1970 | Danielle Lapouge       |      |                 |                          |                          | |
| 1969 | Brigitte Vuillemin     |      |                 |                          | Tercera finalista        | |
| 1961 | Marina Crouet          |      |                 |                          | Primera finalista        | |

### Miss Besançon
En 1970, la ciudad de Besançon compitió por separado bajo el título de Miss Besançon.
| Año  | Nombre           | Edad | Altura | Ciudad natal | Posición en Miss Francia | Notas |
| ---- | ---------------- | ---- | ------ | ------------ | ------------------------ | ----- |
| 1970 | Françoise Maître |      |        |              |                          |       |

### Miss Jura
En 1926, 1969, 1991 y varios años en la década de 1970, el departamento de Jura compitió por separado bajo el título de Miss Jura.
| Año  | Nombre             | Edad | Altura | Ciudad natal | Posición en Miss Francia                        | Notas |
| ---- | ------------------ | ---- | ------ | ------------ | ----------------------------------------------- | --- |
| 1991 | Isabelle Barbier   |      |        |              |                                                 | |
| 1979 | Patricia Barzyk    | 16   |        | Arbouans     | Primera finalista (más tarde Miss Francia 1980) | Barzyk fue originalmente la primera finalista, pero asumió el cargo de Miss Francia 1980 después de que la ganadora original renunció al título tres días después de ganar, por motivos personales. Barzyk es la madre de Sarah Barzyk, Miss París 2008. |
| 1977 | Maryline Carvacho  |      |        |              |                                                 | |
| 1976 | Claude Prabel      |      |        |              |                                                 | |
| 1970 | Ghislaine Bochard  |      |        |              | Tercera finalista                               | |
| 1969 | Dominique Pasquier |      |        |              | Primera finalista                               | |
| 1926 | Roberte Cusey      |      |        | Le Deschaux  | Miss Francia 1927                               | |

### Miss Territoire de Belfort
Durante varios años en las décadas de 1970, 1980 y 1990, el departamento de Territorio de Belfort compitió por separado bajo el título Miss Territoire de Belfort.
| Año  | Nombre              | Edad | Altura | Ciudad natal | Posición en Miss Francia | Notas |
| ---- | ------------------- | ---- | ------ | ------------ | ------------------------ | ----- |
| 1990 | Delphine Mougenot   |      |        |              |                          |       |
| 1989 | Nancy Malcuit       |      |        |              |                          |       |
| 1988 | Delphine Stutz      |      |        |              |                          |       |
| 1986 | Virginie Simon      |      |        |              |                          |       |
| 1985 | Evelyne Ringenbach  |      |        |              |                          |       |
| 1977 | Claudine Garnier    |      |        |              |                          |       |
| 1970 | Françoise Carnovali |      |        |              |                          |       |